# Te quise olvidar
"Te quise olvidar" es el título de una balada originalmente coescrita e interpretada por el cantautor venezolano Carlos Baute para su álbum de estudio, Yo nací para quererte (1999). Es una balada sobre "la obsesión por un amor perdido y el inútil intento de olvidar encontrando a alguien nuevo". La canción fue posteriormente versionada por la boy band latinoamericana MDO para su tercer álbum de estudio Subir al cielo (2000). Fue lanzado como el sencillo principal del álbum el 2 de octubre de 2000 bajo el sello discográfico Sony Discos.Su versión alcanzó éxito en Latinoamérica y se posicionó en el n.º 1 en el Hot Latin Tracks. El video musical fue dirigido por Pablo Croce y Tony Van Den-ende y filmado en un desierto de Venezuela. Sirvió como tema principal de las telenovelas Muñeca brava y Alma rebelde.También se grabó una versión en género norteño y en inglés titulada "So Hard to Forget". Una versión en salsa también fue grabado y se incluyó en el álbum recopilatorio 2002 Ultimate Mega Hits (2002). Otras versiones incluyen versiones de salsa de Japhet Albert y Moa Rivera, números 31 y 21, respectivamente, en las listas Billboard Tropical Airplay, y versiones en géneros del regional mexicano de El Bebeto y Siggno (números 14 y 43 en México).

## Listas

### Listas semanales
| Lista (2001)                          | Máxima posición |
| ------------------------------------- | --------------- |
| U.S. Billboard Hot Latin Tracks       | 1               |
| U.S. Billboard Latin Pop Airplay      | 1               |
| U.S. Billboard Latin Tropical Airplay | 1               |

### Listas anuales
| Lista (2001)                            | Máxima posición |
| --------------------------------------- | --------------- |
| U.S. Hot Latin Tracks (Billboard)       | 3               |
| U.S. Latin Pop Airplay (Billboard)      | 5               |
| U.S. Latin Tropical Airplay (Billboard) | 15              |

### Sucesión en las listas
| Predecesor: «Yo te amo» de Chayanne               | U.S. Billboard Hot Latin Tracks — sencillo n.º 1 (Primera vuelta) 13 de enero de 2001 - 26 de enero de 2001     | Sucesor: «Abrázame muy fuerte» de Juan Gabriel |
| Predecesor: «Abrázame muy fuerte» de Juan Gabriel | U.S. Billboard Hot Latin Tracks — sencillo n.º 1 (Segunda vuelta) 17 de febrero de 2001 - 23 de febrero de 2001 | Sucesor: «Abrázame muy fuerte» de Juan Gabriel |

| Predecesor: «Yo te amo» de Chayanne | U.S. Billboard Latin Pop Airplay — sencillo n.º 1 13 de enero de 2001 - 9 de marzo de 2001 | Sucesor: «Solo quiero amarte» de Ricky Martin |

| Predecesor: «Pégame tu vicio» de Eddy Herrera | U.S. Billboard Latin Tropical Airplay — sencillo n.º 1 20 de enero de 2001 - 2 de febrero de 2001 | Sucesor: «Cuando seas mía (Versión salsa)» de Son by Four |